# Pica-soques de Yunnan
El pica-soques de Yunnan (Sitta yunnanensis) és un ocell de la família dels sítids (Sittidae).

## Hàbitat i distribució
Habita els boscos de pins de l'Himàlaia a la Xina sud-occidental, a l'oest de Szechwan i oest i nord de Yunnan.